# Антоновка (Кармаскалинский район)
Анто́новка (баш. Антоновка) — деревня в Кармаскалинском районе Республики Башкортостан Российской Федерации. Входит в состав Ефремкинского сельсовета.

## География

### Географическое положение
Через деревню протекает река Сагылелга.
Расстояние до:
- районного центра (Кармаскалы): 13 км,
- центра сельсовета (Ефремкино): 4 км,
- ближайшей ж/д станции (Тазларово): 15 км.

## Население
| 2002 | 2009 | 2010 |
| ---- | ---- | ---- |
| 222  | ↗238 | →238 |

Национальный состав
Согласно переписи 2002 года, преобладающая национальность — чуваши (91 %).